# Sinclair Island, Antarktis
Sinclair Island är en ö i Antarktis. Den kilometerstora ön ligger i havet utanför Västantarktis. Argentina, Chile och Storbritannien gör anspråk på området.